# Sul tsin iare
Cette page contient des caractères spéciaux ou non latins. S’ils s’affichent mal (▯, ?, etc.), consultez la page d’aide Unicode.
Chansons représentant la Géorgie au Concours Eurovision de la chanson
Sheni gulistvis (For You)
(2018) Take Me as I Am
(2020)
Sul tsin iare (géorgien : სულ წინ იარე, « Allez-y ») est une chanson écrite et composée par Roman Giorgadze et interprétée par le chanteur géorgien Oto Nemsadze, sortie en single numérique en 2019.
C'est la chanson représentant la Géorgie au Concours Eurovision de la chanson 2019 à Tel-Aviv en Israël, sous le titre Keep On Going,.

## À l'Eurovision

### Sélection
Le 3 mars 2019, la chanson Sul tsin iare interprétée par Oto Nemsadze fut annoncée pour représenter la Géorgie à l'Eurovision 2019, après avoir remporté le télé-crochet géorgien Georgian Idol. 

### À Tel-Aviv
Lors de l'Eurovision, la chanson Sul tsin iare est interprétée dans la deuxième moitié de la première demi-finale le 14 mai 2019 à Tel-Aviv.
Elle est entièrement interprétée en géorgien, langue officielle de la Géorgie, le choix de la langue étant toutefois libre depuis 1999.

## Liste des titres
| 1. | Sul tsin iare | Roman Giorgadze | Roman Giorgadze |  |

## Historique de sortie
| Pays ou région | Date | Format                              | Label |
| -------------- | ---- | ----------------------------------- | ----- |
| Monde entier   | 2019 | Téléchargement numérique, streaming |       |